# Енергетра
Енергетра је компанија која је основана 1992. године са производним погоном смештеним у Готовцу код Краљева. Седиште фирме је у Београду. Бави се производњом дизел електро агрегата, разводних електро ормана, аутоматизацијом у производним циклусима, извођењем радова, пројектовањем, прометом и услугама.

## O Енергетри
Енергетра је предузеће са ограниченом одговорношћу (д.о.о). Компанија  се у периоду од 1992. године специјализовала у производњи мобилних и стационарних дизел - електро агрегата и ормана за аутоматизацију који налазе широку примену и успевају да одговаре на високе захтеве данашње индустрије.
Тимови Енергетриних стручњака способни су да одговоре на проблеме модерног тржишта. Монтажерске екипе за изградњу и реализацију нових погона, сервис и одржавање већ постојећих агрегатских система опремљене су најсавременијом опремом, теренским и специјалним возилима и на располагању су корисницима 24 часа дневно.
Енергетра има развијен напредни систем за даљинску контролу и управљање њеним производима из центра предузећа и центара корисника.

## Производи
- Електро агрегати
- Електро ормани
- Индукциони грејни котао
- Индукциони штедњак